# Донецький інститут з проектування організації шахтного будівництва, підприємств будівельної індустрії та виробничих баз
Донецький інститут з проектування організації шахтного будівництва, підприємств будівельної індустрії та виробничих баз — державне відкрите акціонерне товариство (ДВАТ ДІОБ). Інститут засновано в 1951 р. До 1992 р. він мав назву «ДОНДІПРООРГШАХТОБУД». У 1996 р. реорганізований у ДВАТ ДІОБ.

## Напрямки роботи
Основні напрямки роботи Інституту:
- розробка ТЕО будівництва підприємств, великих будов та споруд;
- проєктування організації шахтного будівництва, включаючи розробку технологій та обладнання для спорудження вертикальних стовбурів шахт;
- проєктування промислових об'єктів та комплексів різної потужності (заводи металоконструкцій, санітарно-технічного та електромонтажного обладнання, асфальтобетонні заводи, домобудівні та деревообробні комбінати, підприємства для обслуговування та ремонту будівельних машин та автомобілів, бази промислово-технічної комплектації, підприємства та комплекси переробки сільськогосподарської продукції, великі будови та споруди, фундаменти різного призначення, документація на нестандартне обладнання тощо);
- дослідницькі та проєктні роботи, пов'язані з закриттям вугільних підприємств, включаючи розробку регіональних та галузевих програм створення нових робочих місць для шахтарів, розробку бізнес-планів підприємств та технічної документації для їх створення;
- розробка документації для створення підприємств малого бізнесу;
- розробки в галузі охорони довкілля, включаючи оцінку впливу на нього промислових об’єктів, аудит промислових майданчиків, розробку проєктів очисних споруд;
- всі види топо-геодезичних та інженерно-геологічних робіт;
- представництво закордонних фірм в Україні.

Інститут є головним в Україні у галузі проєктування підприємств будівельної індустрії, оснащення проходки вертикальних та горизонтальних виробок при будівництві та реконструкції шахт, розробці проєктно-кошторисної документації з перепрофілювання для господарських потреб поверхневих комплексів шахт, що закриваються, а також з питань використання підземних виробок шахт.

## Структура
У ДВАТ ДІОБ працює близько 250 висококваліфікованих спеціалістів (1999). У своїй структурі ДВАТ ДІОБ має науково-конструкторський центр. Інститут має лабораторію випробовування ґрунтів.